# Hyperandra diminuta
Hyperandra diminuta är en fjärilsart som beskrevs av Paul Dognin 1923. Hyperandra diminuta ingår i släktet Hyperandra och familjen björnspinnare. Inga underarter finns listade i Catalogue of Life.